# Udo Gansloßer
Udo Gansloßer (* 1956) ist ein deutscher Zoologe und Verhaltensforscher.
Udo Gansloßer ist Privatdozent für Zoologie. Die wissenschaftliche Tätigkeit begann er mit Baumkängurus. Seine Doktorarbeit schrieb er in Heidelberg. Danach begann er sich für das Sozialverhalten von Kängurus im Allgemeinen zu interessieren. Die Lehrbefugnis erhielt er 1991 am Zoologischen Institut Erlangen.
Ab diesem Zeitpunkt weitete er seine Interessen auf andere Großsäuger aus, unter Berücksichtigung sozialen Mechanismen im Zusammenhang von Naturschutz und Zuchtmanagement. Als Mitglied  von EASA, der Europäischen Zoo Assoziation führt er regelmäßig Kurse in Verhaltensbiologie und Tiergartenbiologie durch, ferner berät er Zoos und Tierparks, ist Autor von Sachbüchern und übersetzt zoologische Schriften.
Ab dem Wintersemester 2006 ist er Privatdozent für Zoologie am Zoologischen Institut und Museum der Universität Greifswald und seit Sommersemester 2007 auch Lehrbeauftragter am Phylogenetischen Museum und Institut für Spezielle Zoologie der Universität Jena.
Aktuell führt er mehrere Forschungsprojekte zum Thema Hunde, Haushunde und Windhundartige durch. Schwerpunkte sind Fragen zum sozialen Verhalten und zu sozialen Mechanismen.

## Werke
ein paar Beispiele:
- Grundkurs Ökologie
- Säugetierverhalten: Mit besonderer Berücksichtigung des Sozialverhaltens
- Die Kängurus
- Nachhaltigkeit im Zoobetrieb
- Verhaltensbiologie für Hundehalter
- Hunde aus dem Ausland
- Ein guter Start ins Hundeleben
- Hund, Wolf & Co
- Hyänen